# ウニマク島
ウニマク島(ウニマクとう、英:Unimak Island　アレウト語:Unimax)とは、アリューシャン列島フォックス諸島を構成する一つ島であり、最初の位置にあり最大の島。

## 地理
4069.9km2とアメリカで9番目に大きい島であり、世界で134番目に大きい島である。
多くのスコリア丘と湖が存在する。

## 動物
ウニマク島はアラスカヒグマやトナカイなどの陸生哺乳類やアカギツネが多く棲息している。

## 歴史
1903年にスコッチキャップ灯台が建設され、アメリカ沿岸警備隊が入った。
1946年4月1日のアリューシャン地震 (1946年)（地震は震源の深さ50km、モーメントマグニチュード(Mw)8.1（表面波マグニチュード(Ms)は7.8））の際に、灯台が津波に襲われた。灯台の高さは30mあったにもかかわらず5人の沿岸警備隊が海に落下し死亡した。 
1970年4月には、島の北側約100km沖合のベーリング海で、日本の底引網漁船2隻がそれぞれシケのため沈没。乗組員全員（それぞれ17人、18人）が死亡している。

## 交通
- アクタン水上飛行機基地
- ケープサリチェフ空港